# Імон О'Кейн
Імон О'Кейн (англ. Eamonn O'Kane; 18 березня 1982, Лондондеррі) — північноірландський професійний боксер, призер чемпіонату Європи серед аматорів.

## Аматорська кар'єра
На чемпіонаті Європи 2008 Імон О'Кейн у складі збірної Ірландії переміг Адема Кіліччі (Туреччина) та Андраніка Акопяна (Вірменія), а у півфіналі програв Максиму Коптякову (Росія) — 2-10 і завоював бронзову медаль.
2010 року брав участь в Іграх Співдружності у складі збірної Північної Ірландії. На цих іграх переміг п'ятьох суперників, у тому числі Ентоні Огого (Англія) — 16-4 у фіналі, і став чемпіоном.

## Професіональна кар'єра
2011 року Імон О'Кейн дебютував на професійному рингу. В дев'ятому поєдинку зазнав першої поразки від британця Джона Райдера.
2013 року завоював вакантний титул інтерконтинентального чемпіона за версією IBF в середній вазі, а 2014 — вакантний титул інтернаціонального срібного чемпіона за версією WBC. 17 жовтня 2015 року в бою за статус обов'язкового претендента на титул чемпіона світу за версією IBF в середній вазі програв одностайним рішенням суддів Туреано Джонсону (Багамські острови).